# Hum
Hum (с англ. — «Гул») — американская альт-рок-группа из Шампейна, основанная в 1989 году. Наиболее известны своим радиохитом 1995 года «Stars». После первоначального распада в 2000 году Hum в основном не проявляли активности (за исключением спорадических выступлений), пока не воссоединились в 2015 году для серии коротких туров. 23 июня 2020 года группа анонсировала и выпустила Inlet, свой первый альбом с новым материалом за более чем двадцать два года.

## Характеристики
Стиль
Музыку Hum описывают как альтернативный рок, альтернативный метал, постхардкор, спейс-рок, шугейз

## Наследие
Влияние на других исполнителей
Hum упоминается как источник вдохновения для многих групп и исполнителей, включая Чино Морено из Deftones, Deafheaven и Stemage.

## Дискография
Смотри статью «Дискография Hum» в англ. разделе.
Альбомы
- Fillet Show (1991)
- Electra 2000 (1993)
- You'd Prefer an Astronaut (1995)
- Downward Is Heavenward (1998)
- Inlet (2020)